# Hotline Seoel-Pyongyang
De hotline Seoel-Pyongyang is feitelijk niet één, maar een reeks van directe telefoonverbindingen tussen Noord-Korea en Zuid-Korea, waarvan het merendeel wordt onderhouden door het Rode Kruis. 
Telefoonverbindingen tussen de twee landen waren sinds 1950 verbroken, sinds de Koreaanse Oorlog. De eerste hotline kwam tot stand op 22 september 1971 in de grenszone van Panmunjeom. In 1972 kwam vervolgens een rechtstreekse telefoonverbinding tussen de hoofdsteden Seoel en Pyongyang tot stand, gevolgd door een reeks andere lijnen, onder meer voor het coördineren van scheepvaart- en luchtvaartverkeer en voor de toegang tot de gezamenlijke industriële zone Kaesong. Tegenwoordig zijn er 33 hotlines die via Panmunjeom lopen en 15 via een andere route. 
Noord-Korea heeft de hotlines tot nu toe in totaal zeven keer verbroken en korte of langere tijd later ook weer hersteld. Zo werd de verbinding tussen 11 maart 2013 en 3 juli 2013 verbroken toen Noord-Korea aankondigde dat het de wapenstilstand niet langer erkende. Volgens een Zuid-Koreaans ambtenaar werd op 11 maart 2013 om 9.00 uur geprobeerd een gesprek te voeren via de hotline, maar kwam er geen reactie.